# Podochilus saxatilis
Podochilus saxatilis är en orkidéart som beskrevs av John Lindley. Podochilus saxatilis ingår i släktet Podochilus och familjen orkidéer.
Artens utbredningsområde är Sri Lanka. Inga underarter finns listade i Catalogue of Life.